# بول غريفين (كرة سلة)
بول غريفين (بالإنجليزية: Paul Griffin)‏ مواليد 1954 في شيبلي، هو لاعب كرة سلة أمريكي سابق. بدأ مسيرته الاحترافية في سنة 1976. تم اختياره من قبل فريق يوتا جاز خلال الدرافت. حمل الرقم 30. يبلغ طوله 6 قدم 9 بوصة (2.1 م). اعتزل اللعب في 1983. أحرز خلال مسيرته في الإن بي إيه 2443 نقطة بمعدل 5.1 نقاط في المباراة الواحدة.

## روابط خارجية
- بول غريفين على موقع إن بي أي (الإنجليزية)
- بول غريفين على موقع سبورتس رفرنس (الإنجليزية)
- بول غريفين على موقع كلية كرة السلة في سبورتس رفرنس.كوم (الإنجليزية)
- بول غريفين على موقع ريلجم (الإنجليزية)
- بول غريفين على موقع بروبوليرز (الإنجليزية)